# オレナ・ハルチェンコ
オレナ・ハルチェンコ（ウクライナ語: Олена Харченко、ラテン文字転写: Olena Kharchenko、1995年11月25日 - ）は、アゼルバイジャンの女子バレーボール選手。ポジションはミドルブロッカー。アゼルバイジャン代表。旧姓はハサノワ（Hasanova）。

## 来歴

### クラブチーム
ウクライナハルキウ州ヴァルキー出身。2014年、ラビタ・バクーへ入団。アゼルバイジャンスーパーリーグでは2014/15、2016/17シーズンに優勝、2015/16シーズンに準優勝した。2017/18シーズンはフランスのLe Cannet VBでプレーし、ベストミドルブロッカー賞を受賞した。2018/19シーズンはヴォレロ・ル・カネと契約し2年間プレーした。2020/21シーズンはハンガリーのKNRCへ移籍し、エクストラリーグで4位となった。2021/22シーズンはトルコリーグのBolu Bld.でプレーすることが発表され。2022/23シーズンはトルコリーグのÇukurova Belediyesi SKへ移籍した。2023/24シーズンは出身国ウクライナのSC Prometeyでプレーしている。

### 代表チーム
2016年にアゼルバイジャン代表に初選出され、同年のヨーロッパリーグで金メダルを獲得した。2017年、自国開催された欧州選手権で4位となった。2018年、日本で開催された世界選手権に出場した。2019年、欧州選手権に出場した。

## 球歴
- 世界選手権 - 2018年
- 欧州選手権 - 2017年、2019年、2021年、2023年

## 受賞歴
- 2017年 - 2016/17アゼルバイジャンスーパーリーグ ベストブロッカー賞
- 2018年 - 2017/18フランスリーグ ベストミドルブロッカー賞

## 所属クラブ
- ラビタ・バクー（2014-2017年）
- Le Cannet VB（2017-2018年）
- ヴォレロ・ル・カネ（2018-2020年）
- KNRC（2020-2021年）
- Bolu Bld.（2021-2022年）
- Çukurova Belediyesi SK（2022-2023年）
- SC Prometey（2023-2024年）
- CSMヴォレイ・アルバ・ブラジ（2024年-）